# BINGO!
«BINGO!» — четвёртый мейджор-сингл японской идол-группы AKB48, вышедший в Японии 18 июля 2007 года. Заглавная песня исполнялась сембацу из 18 человек.

## Список композиций
| №                   | Название                    | Автор(ы)                     | Аранжировщик        | Длительность |
| ------------------- | --------------------------- | ---------------------------- | ------------------- | ------------ |
| 1.                  | «BINGO!»                    | Ясуси Акимото, Хидэки Нарусэ | Тецуя Оути          | 4:09         |
| 2.                  | «Only today»                | Акимото, Оути                | Оути                | 4:17         |
| 3.                  | «BINGO! (Instrumental)»     | Акимото, Нарусэ              | Оути                | 4:09         |
| 4.                  | «Only today (Instrumental)» | Акимото, Оути                | Оути                | 4:17         |
| Общая длительность: | Общая длительность:         | Общая длительность:          | Общая длительность: | 17:00        |

## Чарты
| Чарт (2007)   | Наивыс. позиция |
| ------------- | --------------- |
| Oricon Weekly | 6               |